# Beautiful, Dirty, Rich
Beautiful, Dirty, Rich este un cântec al interpretei americane Lady Gaga. El a fost produs de Rob Fusari pentru materialul discografic de debut al cântăreței, The Fame (2008). Compoziția a fost extrasă ca disc single promoțional al albumului pe 16 septembrie 2008. Este o piesă uptempo dance-pop în care se poate observa utilizarea intensă a sintetizatoarelor. Din punct de vedere al versurilor, cântecul vorbește despre experiența cântăreței ca artistă în Lower East Side. Gaga a scris piesa în timp ce, după cum spune ea, se ocupa de „o mulțime de droguri” și încerca să-și „rezolve problemele”.
Piesa a primit aprecieri din partea criticilor, recenzenții complimentând versurile și natura distractivă a cântecului. A avut un succes mic din punct de vedere comercial, ocupând locul optzeci și trei în clasamentul UK Singles Chart. Compoziția a beneficiat de două videoclipuri - prima versiune conține secvențe intercalate din emisiunea Dirty, Sexy, Money de pe canalul ABC și a fost lansată cu scopul de a promova show-ul, iar a doua versiune este videoclipul propriu-zis. Ambele versiuni o prezintă pe Gaga acompaniată de dansatori, dansând în diferite locații ale conacului și arzând bani. 
Interpreta a cântat live piesa de mai multe ori, inclusiv în primul ei turneu mondial: The Fame Ball Tour, purtând o bustieră futuristică cu panouri triunghiulare din argint. Interpretarea a fost lăudată de criticii de specialitate pentru „puternica” voce a lui Gaga și energia ei, de asemenea, oferind show-ului un început promițător. 

## Informații generale
Gaga spune că piesa „este doar despre mine încercând să-mi rezolv problemele”, susținând mai târziu că se ocupa de „o mulțime de droguri” în timp ce a scris cântecul. Interpreta spune că piesa este despre „oricine ai fi sau (ori)unde ai locui - îți poți auto-proclama această faimă interioară bazată pe stilul tău personal și opiniile tale despre artă și lume” și, de asemenea, despre experiența ei ca artistă, lucrând în Lower East Side. Versul „Daddy, I'm so sorry, I'm so s-s-sorry, yeah” (ro.: „Tati, îmi pare atât de rău, îmi pare atât de r-r-rău, da”), din spusele cântăreței, a fost inspirat de „copii bogați” din zonă pe care îi auzea vorbind cu părinții lor pentru bani cu care aveau să își cumpere droguri. Ea a adăugat că „Nu contează cine ești sau de unde vii, tot te poți simți frumos și putred de bogat”.

## Compunere
„Beautiful, Dirty, Rich” este un cântec uptempo dance-pop ce este mai synt-heavy în comparație cu majoritatea pieselor electronice de pe The Fame. În conformitate cu Musicnotes.com, piesa are un groove electro-dance-pop moderat și este scris în tonalitatea si minor, alături de un tempo cu 120 de bătăi pe minut. În timpul înregistării, Gaga a ezitat să adauge beat-uri dance cântecului, insistând să păstreze versiunea rock originală. Cu toate acestea, producătorul muzical Rob Fusari a convins-o că sintetizatoarele de ritm nu vor dăuna în întregime, spunându-i că și trupa Queen, una din sursele de inspirație ale lui Gaga, a folosit această tehnică. Fusari a comentat: „Cred că asta a fost ceea ce a determinat-o în cele din urmă să îi dea o șansă [...] Am finalizat 'Beautiful, Dirty, Rich' în acea zi. Este unul din cântecele pentru albumul ei de debut”.

## Receptare

### Critică
„Beautiful, Diry, Rich” a primit, în general, aprecieri din partea criticilor de specialitate. Matthew Chisling de la AllMusic a folosit acest cântec și „Paparazzi” ca exemple pentru versurile de pe The Fame: „sare și piper cu un obraznic sentiment de distracție și energie pe care un album dance excelent și bine produs ar trebui să-l aibă”. Genevieve Koski de la The A.V. Club a numit „LoveGame” și această piesă „imnuri de club propulsive”.

### Comercială
Piesa a debutat în clasamentul UK Singles Chart pe poziția optzeci și nouă pe 21 februarie 2009 datorită descărcărilor digitale. În cea de-a doua săptămână, s-a clasat pe locul optzeci și trei, poziția sa maximă. În următoarea săptămână a ocupat locul optzeci și șapte, aceasta fiind ultima apariție în clasament. Pe 3 aprilie 2010, piesa a debutat pe locul douăzeci și opt în clasamentul Dance/Electronic Digital Songs. Potrivit Nielsen Soundscan, piesa s-a vândut în 275,000 de exemplare digitale în Statele Unite.

## Interpretări live

Gaga interpretând „Beautiful, Dirty, Rich” în turneul The Monster Ball Tour.

Gaga a cântat „Beautiful, Dirty, Rich” live la AOL Sessions, acolo unde a interpretat „Just Dance” și versiuni acustice ale pieselor „Poker Face”, „Paparazzi” și „LoveGame”. Cântăreața a apărut și la MTV UK Live Sessions, acolo unde a cântat, pe lângă „Beautiful, Dirty, Rich”, „Just Dance”, „LoveGame” și „Poker Face”. Solista a interpretat mai amănunțit piesa în turneul The Fame Ball Tour, fiind următorul cântec după „Paparazzi” ce se încheie cu sunetele unor camere foto și un mixaj între „Starstruck” și „LoveGame”. Interpretarea piesei „Beautiful, Dirty, Rich” o prezintă pe Gaga zbenguindu-se cu dansatorii ei în timp ce poartă o „severă” perucă blondă și o „bustieră sculpturală cu panouri de argint triunghiulare futuriste și un peplu extravagant”, reprezentând una din cele șase costume pe care le-a schimbat de-a lungul spectacolului. Piesa reprezintă finalul primei părți din cele patru ale spectacolului, fiind urmată de un videoclip numit „The Brain” în care Gaga apare sub un alter ego, Candy Warhol, pieptănându-și părul.
Interpretarea acestei piese, precum și a celorlalte din prima parte, a fost lăudată de Jim Harrington de la „San Jose Mercury News” pentru că a oferit un început promițător spectacolului, iar abilitățile vocale ale lui Gaga au fost, de asemenea, complimentate. Mikael Wood de la „Rolling Stone” a criticat spectacolul, susținând că a evoluat plictisitor, însă a lăudat-o pe Gaga pentru energia ei. Whitney Pastorek de la „Entertainment Weekly” a lăudat „puternica” voce a lui Gaga, adăugând: „Fata aceasta poate a cânta, și o face”.

## Acreditări și personal
- Lady Gaga - voce, textieră, pian, sintetizator
- Rob Fusari - textier, producător
- Tom Kafafian - chitară
- Calvin "Sci-Fidelty" Gaines - chitară bas, programare
- Dave Murga - baterist
- Robert Orton - mixare audio
- Gene Grimaldi - masterizare audio la Oasis Mastering, Burbank, California
- Înregistrat la 150 Studios, Parsippany-Troy Hills, New Jersey

Acreditări adaptate de pe broșura albumului The Fame.

## Prezența în clasamente
| Țară (clasament)                                            | Poziția maximă | Referință |
| ----------------------------------------------------------- | -------------- | --------- |
| Regatul Unit (UK Singles Chart)                             | 83             | [ 8 ]     |
| Statele Unite ale Americii (Dance/Electronic Digital Songs) | 28             | [ 17 ]    |

## Certificări
| \| Țara \| Vânzări/ puncte \| Certificare \| Referințe \| \| -------------------------- \| --------------- \| ----------- \| --------- \| \| Statele Unite ale Americii \| +500,000 \| \| [18] \| | Note - reprezintă „disc de aur”; |             |           |
| Țara | Vânzări/ puncte                  | Certificare | Referințe |
| Statele Unite ale Americii | +500,000                         |             | [ 18 ]    |